# چشم
چشم‌ها اعضای دستگاه بینایی‌اند. این اندام برای موجودات توانایی دریافت و پردازش جزئیات دیداری  و توان پاسخ، پاسخی که لزوماً برای انجامش نیاز به بینایی نیست را فراهم می‌کنند. چشم، نور را شناسایی می‌کند و آن را تبدیل به پیام‌های الکتروشیمیایی (عصبی) در یاخته‌های عصبی می‌کند. در موجودات پیشرفته تر، چشم اندام نوری پیچیده‌ای است که روشنایی را از فضای پیرامون می‌گیرد، شدت و ضعف آن را متناسب می‌کند یا بر روی اجسام تمرکز می‌کند تا یک تصویر واضح داشته باشد. تصویر را تبدیل به سیگنالی می‌کند و به مغز (در انسان: لوب پس سری) می‌فرستد. چشم‌هایی که توان تجزیهٔ تصویر داشته باشند در ده نوع مختلف در طبیعت دیده شده‌اند که ۹۶ درصد از گونه‌های جانوران چشمانی با ساختار پیچیده دارند. چشم‌های با توان تجزیهٔ تصویر در نرم‌تنان، طنابداران و بندپایان وجود دارد. قدرت بینایی یا همان وضوح تصویر چشم انسان ۵۷۶ مگاپیکسل محاسبه شده است.
ساده‌ترین چشم مانند چشم میکروب‌ها، کاری نمی‌کند به جز تشخیص نور و تاریکی (در انسان: گیرندهٔ استوانه ای) که این برای تنظیم ساعت زیستی آن‌ها کافی است.

## کلیات

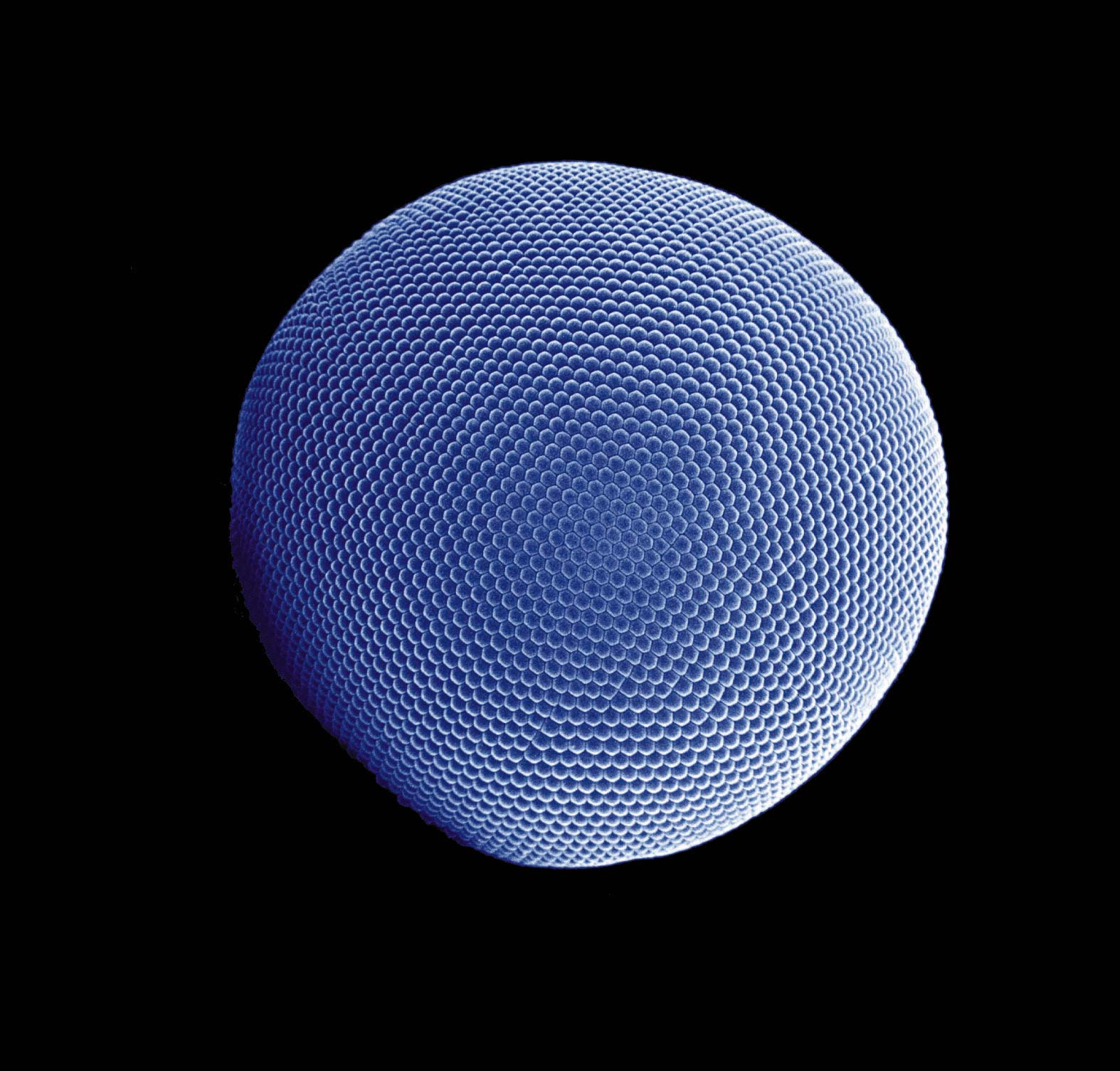
چشم یک کریل

چشم‌های پیچیده می‌توانند شکل‌ها و رنگ‌ها را از هم تشخیص دهند. کهن‌ترین آثار یافت شده از چشم‌های نخستین به ۶۰۰ میلیون سال پیش، دورهٔ انفجار کامبرین بازمی‌گردد. آخرین جد جانوران ابزارهای زیست-شیمی لازم برای به‌دست آوردن بینایی را داشت و پس از آن ۹۶ درصد از گونه‌های جانوری در شش شاخهٔ زیستی از ۳۵ شاخه بینایی به‌دست آوردند. در بیشتر مهره‌داران و برخی از نرم‌تنان، چشم به این صورت کار می‌کند که اجازه می‌دهد پرتوهای نور وارد چشم شوند و به صفحه‌ای که پر از یاخته‌های حساس به نور است برخورد کنند. این صفحهٔ حساس به نور در پشت چشم قرار دارد و شبکیه نام دارد. یاخته‌های مخروطی برای تشخیص رنگ و یاخته‌های استوانه‌ای برای تشخیص در نور با شدت کم، همگی بر روی شبکیه قرار دارند و نور دریافتی را تبدیل به پیام‌های عصبی می‌کنند. این پیام‌ها با کمک عصب‌های بینایی به مغز فرستاده می‌شود.
چنین چشم‌هایی معمولاً کروی شکل اند و پر از مایعی شفاف و ژله مانند به نام زجاجیه. یک عدسی داخل آن‌ها قرار دارد تا بتواند بر روی اجسام پیرامون تمرکز کند و عنبیه که ماهیچه‌های پیرامون آن برای تنگ یا گشاد کردن مردمک کاربرد دارد. مردمک با تنگ و گشاد شدن میزان نور ورودی به چشم را تغییر می‌دهد. و در صورتی که نور کافی باشد محل تشکیل تصویر بر پردهٔ چشم را تغییر می‌دهد و خطاهای احتمالی را برطرف می‌کند. چشمان بیشتر سرپایان، ماهی‌ها، دوزیستان و مارها شکل عدسی ثابت دارد و تمرکز بر روی تصویر با کمک عقب و جلو رفتن لنز قابل انجام است مانند آنچه که در هنگام تمرکز کردن (فوکوس کردن) در دوربین عکاسی رخ می‌دهد.
چشمان مرکب در میان بندپایان دیده می‌شود. این نوع چشم از تراش‌های بسیار کوچک به نام ریزچشمک، تشکیل شده بسته به زیست جانور هر یک از این ریزچشمک‌ها به اندازهٔ یک تصویر دانه‌ای (پیکسلی) یا چندین تصویر ارائه می‌کند. هر ریزچشمک، حسگر، لنز و سلول‌های حساس به نور خودش را دارد. برخی چشم‌ها تا ۲۸ هزار حسگر بر روی خود دارند که به صورت شش ضلعی کنار هم قرار گرفته‌اند و دیدی ۳۶۰ درجه می‌دهند. چشم‌های مرکب به حرکت‌ها و جابجایی بسیار حساس‌اند. بسیاری از بندپایان به ویژه پیچیده‌بالان چشمانی مرکب دارند که تنها چند تراش دارد هر تراش هم خود یک شبکیه دارد و می‌تواند تصویری بر روی خود داشته باشد. هر چشم تصویر متفاوتی از دیگری دارد، این تکه تصاویر در کنار هم در مغز یک تصویر بزرگ با وضوح بالا تشکیل می‌دهد.
پژوهشگران دریافته‌اند که میگوی آخوندکی بینایی رنگی با تصاویر فراطیفی دارد که پیچیده‌ترین بینایی رنگی در جهان است. تریلوبیت‌ها که امروزه منقرض شده‌اند، چشمانی ویژه داشتند، عدسی چشم آن‌ها بلور کلسیت بود از این نظر آن‌ها با بیشتر بندپایان متفاوت بودند چون اکثراً چشمانی نرم دارند. شمار عدسی‌های آن‌ها نیز متفاوت است برخی تنها یک عدسی و برخی دیگر هزاران عدسی در یک چشم داشتند.
در مقابل چشمان مرکب، چشمان ساده قرار دارند که تنها یک عدسی دارند. عنکبوت‌های جهنده یک جفت چشم بزرگ با میدان دید باریک دارند که در کنارش چندین چشم کوچک قرار دارد (در کل چهار جفت چشم) که به آن‌ها دید جانبی می‌دهد. لارو برخی حشرات مانند کرم پیله‌ساز گونهٔ دیگری از چشم ساده را، موسوم به «چشم سادهٔ جانبی» یا «استماتا» (stemmata) دارند که معمولاً یک تصویر تقریبی و محو از جسم به‌دست می‌آورد اما آن‌ها این قدرت را دارند تا وضوح تصویر را بیشتر کنند و در تاریکی هم حساسیت بیشتری به نور دهند و تصویر را (۱۰۰۰ برابر) واضح تر کنند. چشم‌های جانوری مانند حلزون، گونهٔ دیگری از چشم ساده است، این چشم‌ها عدسی ندارند در نتیجه نمی‌توانند تصویری را بازتاب کنند بلکه تنها به نور حساسیت دارند و می‌توانند تاریکی را از روشنایی تشخیص دهند. این چشم به حلزون‌ها کمک می‌کند از نور سفید مستقیم خود را در امان نگه دارند. برای جانورانی که نزدیک چاه گرمابی زندگی می‌کنند، چشمان مرکب، ساده شده است و برای نور فروسرخ بهینه شده است، چشم آن‌ها می‌تواند نور فروسرخ را تشخیص دهد در نتیجه آن‌ها خود را از نقاط جوشان آب فراری می‌دهند تا زنده زنده نجوشند.

## انواع
ده نوع ترکیب بندی ظاهری برای چشم وجود دارد، تمام ابزارهای عکاسی ساخته شده توسط انسان غیر از عدسی فرنل و لنز زوم همگی در طبیعت وجود دارند. اما از نظر کلی چشم‌ها در دو رده قرار می‌گیرند، «چشمان ساده» که تنها یک سطح مقعر دریافت کنندهٔ نور دارد و «چشمان مرکب» که چندین عدسی دارد و نور را به سطح محدبی هدایت می‌کند. عبارت چشمان ساده به معنی داشتن پیچیدگی یا دقت کمتر نیست بلکه هر یک از این چشم‌ها به خوبی می‌توانند برای محیط زندگی صاحب خود بهینه شوند. تنها محدودیت چشم‌ها در وضوح تصویر (resolution) است. فیزیک چشم‌های مرکب به آن‌ها اجازه نمی‌دهد تصویری با وضوح بالاتر از ۱° داشته باشند. چشم‌های برهم‌افزا (superposition) می‌توانند به حساسیت بیشتری نسبت به چشم‌های هم‌کنار (Apposition) دست یابند در نتیجه برای جانوران شب‌زی و آن‌هایی که بیشتر در تاریکی زندگی می‌کنند، مناسب‌تر اند. چشم‌ها برپایهٔ سلول‌های دریافت کنندهٔ تصویر خود به دو دسته تقسیم می‌شوند، آن‌هایی که یاخته‌هایشان مژک دار است (مانند مهره داران) و آن‌هایی که ریزچشمک دارند. این دو گروه، فراگیر نیستند، گزنده‌تباران نیز چشمانی با سلول‌های مژک‌دار دارند اما شکم‌پایان و برخی کرم‌های حلقوی هر دو گونه را دارند.

## کارکرد
چشم‌ها برای دیدن، مجبور به حرکت هستند. شش عضله خارجی که کره چشم را احاطه کرده است، مانند نخ‌های خیمه شب بازی عمل می‌کند و آن‌ها چشم‌ها را به صورت هماهنگ در جهات مختلف حرکت می‌دهد.
اما اصلی‌ترین عنصری که چشم ما برای دیدن به آن نیاز دارد، نور است. نور تصویر اشیاء را در چشم می‌نشاند. اولین چیزی که نور هنگام ورود به چشم آن را لمس می‌کند، لایه نازکی از اشک است. پشت این لایه مرطوب، قرنیه چشم قرار دارد. این پوشش شفاف به تمرکز نور کمک می‌کند.
نور پس از عبور از این لایه که زلالیه نام دارد، وارد مردمک می‌شود. بازشدن مردمک با عنبیه یا همان بخش رنگی چشم صورت می‌گیرد و میزان این بازشدگی به میزان ورود نور بستگی دارد. نور پس از آن به عدسی چشم می‌تابد که عملکرد آن مانند لنز دوربین است. عدسی، پرتوهای تابیده به شبکیه را متمرکز می‌کند. ضخامت عدسی با توجه به دور یا نزدیک بودن اشیاء، تغییر می‌کند.
در مرحله بعد نور وارد کره چشم می‌شود که مملو از مایعی ژل مانند به نام زجاجیه است. نور در نهایت به پرده‌ای به نام شبکیه می‌تابد که در داخلی‌ترین قسمت کره چشم واقع شده است. شبکیه مانند صفحه فیلم خام دوربین فیلمبرداری یا فیلم دوربین عکاسی است. پرتوهای نوری پس از برخورد با پرده شبکیه در قالب پیام‌هایی عصبی به مغز منتقل و در آنجا تفسیر می‌شود.

## بخش‌ها
در کتب طب سنتی در بخش کالبدشناسی گفته شده چشم مرکب و تشکیل شده از ۷ طبقه و ۳ رطوبت است. به ترتیب از بیرون به داخل عبارت اند از: ۱-ملتحمه ۲-قرنیه ۳-عنبیه - بعد از آن رطوبت بیضیه ۴-عنکبوتیه - رطوبت جلیلیه - رطوبت زجاجیه و شامل یاخته‌های مخروطی استوانه ای و یاخته‌های عصبی است.
خواجه نصیرالدین طوسی می‌گوید
کرد آفریدگار تعالی به فضل خویش چشمت به هفت پرده و سه آب منقسم
صلب و مشمیه و شبکه، زجاجیه و جلید پس عنکبوت و بیض و عنب، قرن و ملتحم

### قرنیه
قرنیه یک قسمت دایره‌ای شکل با تحدب به جلو است. قرنیه قسمت شفاف لایه خارجی در جلو می‌باشد و تحدب آن به سمت جلو است. قبل از ورود نور به عدسی، نور در قرنیه شکست می‌یابد و پرتوهای نور همگرا می‌شوند. قرنیه عروق خونی ندارد (چون) برای عبور نور باید شفاف باشد و بنابراین از طریق انتشار تغذیه می‌شود. قرنیه به علت چینش منظم الیاف کلاژن و کم‌آب بودن نسبی آن
شفاف‌تر از صلبیه است.
لایه‌های آن به ترتیب اپیتلیوم، استروما (بومن، دسمه) و اندوتلیوم می‌باشد.

### صلبیه
پرده‌ای ضخیم، محکم و سفیدرنگ است که قسمت بیرونی کره چشم را پوشانیده و ضخامت آن از عقب به جلو به‌تدریج کاسته می‌شود. سطح درونی آن قهوه‌ای رنگ و مجاور مشیمیه است.
صلبیه در جلوی چشم برآمده شده و قرنیه را به وجود می‌آورد.

### زلالیه
زلالیه مایع شفافی است که فضای جلوی عدسی را پر می‌کند. زلالیه از مویرگ‌ها ترشح می‌شود و مواد غذایی و اکسیژن را برای عدسی و قرنیه فراهم می‌کند و مواد دفعی را نیز جمع‌آوری کرده و از طریق خون دفع می‌کند.

### عنبیه
(اگر به چشم فردی از روبرو نگاه کنیم قسمت سفید رنگ، صلبیه و قسمت رنگی چشم عنبیه نام دارد). عنبیه از طریق مشیمیه که شامل رگ‌های خونی فراوانی هست تشکیل شده است. قسمت جلویی مشیمیه به شکلی رنگین هست که عنبیه نام دارد. در عنبیه دانه‌های رنگی وجود دارد که حاوی ملانین‌اند. تراکم این دانه‌ها، رنگ چشم را تعیین می‌کند.

### عدسی
عدسی چشم کپسولی برآمده (محدب) است و جزئی شفاف از ساختار چشم است که همراه با قرنیه، پرتوهای نور را شکسته و آن‌ها را بر روی شبکیه متمرکز می‌کند. برآمدگی (تحدب) عدسی با انقباض ماهیچهٔ مژگانی تغییر می‌کند؛ و باعث می‌شود تحدب و کرویت و قطر عدسی زیاد شود به‌طوری‌که هنگام دیدن اجسام نزدیک، با انقباض ماهیچه‌های مژگانی، عدسی ضخیم می‌شود. وقتی به اجسام دور نگاه می‌کنیم با استراحت این ماهیچه‌ها، عدسی باریکتر می‌شود. به این ترتیب، تصویر در هر حالت رو شبکیه تشکیل می‌شود (نه جلوتر و نه عقب‌تر) این فرایندها تطابق نام دارد.

### زجاجیه
زجاجیه ماده‌ای ژله ای، شفاف و بی‌رنگ است که در فضای پشت عدسی قرار دارد و باعث حفظ شکل کروی چشم می‌شود و همراه با زلالیه فشار درون چشم را ثابت نگه می‌دارد.

### مشیمیه
مشیمیه یکی از لایه‌های ساختمان چشم است که بین صلبیه و شبکیه قرار گرفته است. این لایهٔ رنگ‌دانه‌دار حاوی مویرگ‌های فراوانی است که تغذیهٔ عنبیه و سلول‌های گیرندهٔ نور شبکیه را بر عهده دارد. مشیمیه در جلوی چشم، بخش رنگین چشم یعنی عنبیه را به وجود می‌آورد. همچنین رنگدانهٔ سیاه ملانین موجود در سلول‌های مشیمیه، برای جلوگیری از بازتاب نور و دید واضح، لازم است،
افراد زال به‌طور ژنتیکی فاقد رنگدانه‌اند پرتوهای نور درون کرهٔ چشم این افراد در جهت‌های گوناگون بازتاب پیدا می‌کنند. در نتیجه این افراد، دید واضحی ندارند. ذره‌هایی به نام ملانین در آن قرار دارند.

### شبکیه
شبکیه داخلی‌ترین لایهٔ چشم حساس به نور است که شامل سلول‌های مخروطی (مسئول دید رنگی و جزئیات اجسام) و سلول‌های استوانه‌ای (مسئول دید سیاه و سفید و دید در نور کم) هستند. با تحریک سلول‌های استوانه‌ای یا مخروطی، سیگنال‌های عصبی از لایه‌های عصبی زیرین شبکیه نهایتاً به فیبرهای عصب بینایی و قشر مغز می‌رسند…

## شباهت‌های دوربین و چشم

### تنظیم وضوح تصویر
چشم انسان و دوربین هر دو بر یک تصویر وارونه و در یک سطح حساس، کانونی می‌شود یعنی تمرکز می‌کنند. در مورد دوربین، فوکوس بر روی یک فیلم یا یک حسگر انجام می‌شود و در چشم انسان، سطح حساس به نور، شبکیه است که در مردمک قرار دارد.

### تنظیم روشنایی
چشم و دوربین هر دو قادرند میزان نور ورودی را کنترل و تنظیم کنند. در دوربین، توسط کنترل دهانه لنز انجام و در چشم این عمل با بزرگ و کوچک شدن عنبیه صورت می‌پذیرد.

## تفاوت‌های دوربین با چشم

### تنظیم عدسی
در دوربین، لنز به جلو و عقب حرکت می‌کند و بدین ترتیب فاصله‌اش تا فیلم کم و زیاد می‌شود تا فوکوس انجام شود. ولی در چشم لنز با خمیده شدن و تغییر تمرکزیابی تصویر می‌کند. ماهیچه‌های چشم تغییر شکل لنز چشم را اعمال می‌کنند.

### حساسیت به نور
سرتاسر سطح فیلم دوربین حساسیت یکسانی نسبت به نور دارد ولی شبکیه چشم این گونه نیست. چشم انسان علاوه بر قدرت و کیفیت بسیار بالا درگرفتن تصاویر، حساسیت بسیار بالاتری نسبت به دوربین‌های عکاسی معمولی در محیط تاریک یا نور بسیار کم دارد.
در برخی از شرایط نوری، دوربین‌های عکاسی معمولی نمی‌توانند تصاویر را به راحتی ضبط کنند و تصویر مات و تیره شده یا با نویز زیاد ذخیره می‌شود. به‌عنوان مثال چشم انسان به خوبی یک سلول را توسط میکروسکپ و با نور محیطی کم مشاهده می‌کند ولی دوربین‌های عکاسی معمولی به سختی می‌توانند چنین تصویری را ضبط کنند. دلیل اصلی آن نیز میزان کم نوری است که وارد چشم یا دوربین می‌شود.

## در تاریخ
آقامحمدخان قاجار پس از روزهای محاصره کرمان وقتی که توانست به کرمان وارد شود، دستور داد که کوهی بلند از چشمان مردم کرمان پیش روی وی بسازند. به دستور وی تمام مردان شهر کور شدند و بیست هزار جفت چشم به وسیله سپاه قاجار تقدیم خان شد.

## نگارخانه

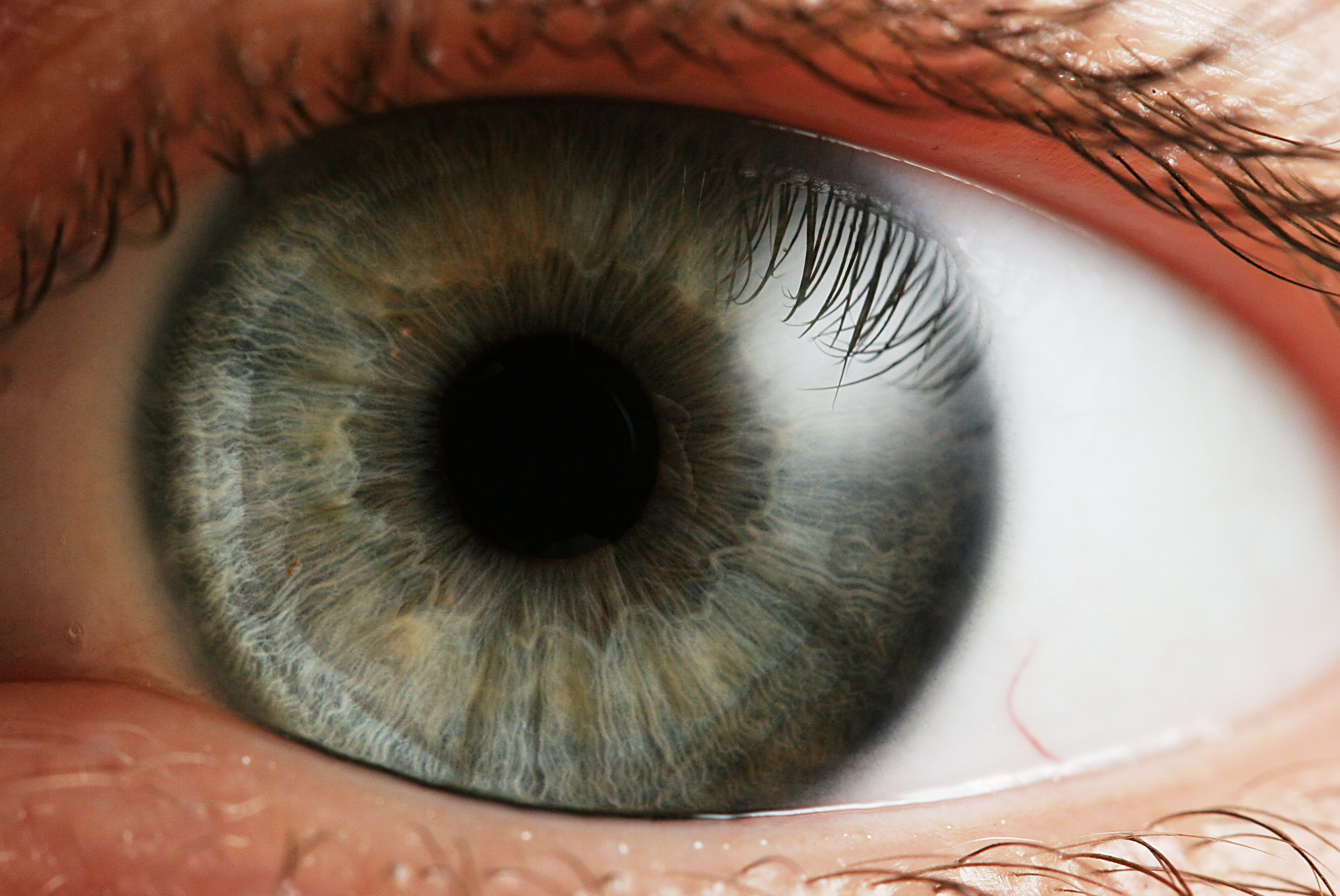
چشم یک انسان
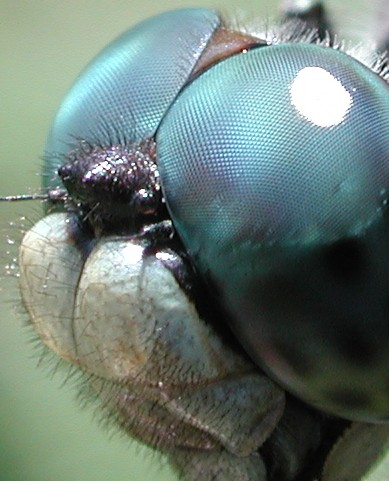
چشم ترکیبی یک سنجاقک
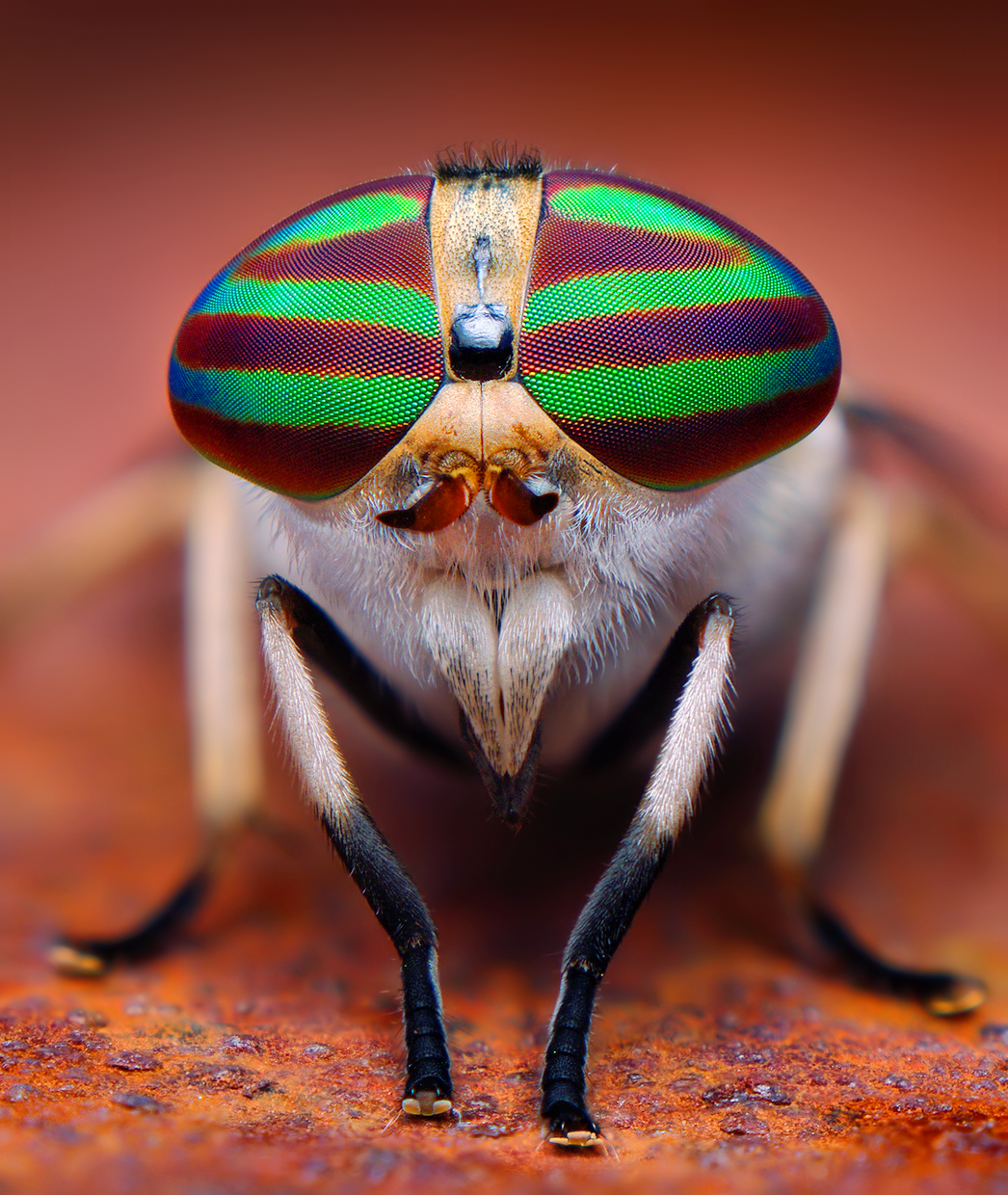
چشم مرکب
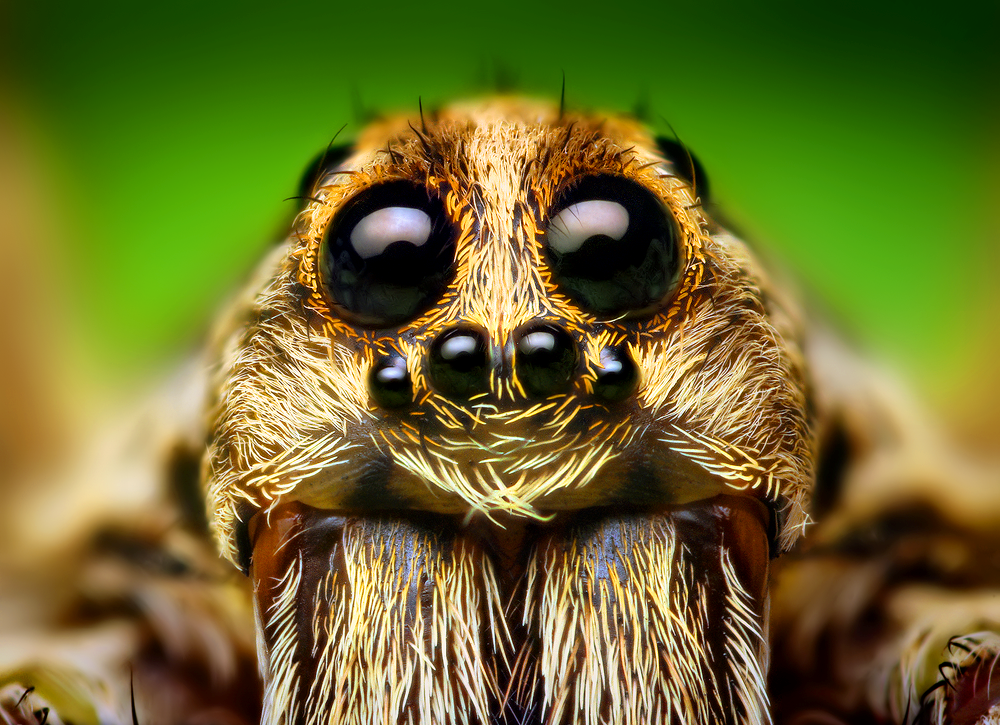
چشم‌های یک عنکبوت